# Siegmund Hegeholz
Siegmund Hegeholz es un deportista alemán que compitió para la RDA en atletismo adaptado. Ganó seis medallas en los Juegos Paralímpicos de Verano entre los años 1984 y 2004.

## Palmarés internacional
| Representando a la RDA   |                                                            |                  |                      |
| Juegos Paralímpicos      |                                                            |                  |                      |
| Año                      | Lugar                                                      | Medalla          | Prueba               |
| 1984                     | Nueva York (Estados Unidos) Stoke Mandeville (Reino Unido) | Medalla de plata | Salto de longitud B3 |
| 1984                     | Nueva York (Estados Unidos) Stoke Mandeville (Reino Unido) | Medalla de plata | Pentatlón B3         |
| Representando a Alemania |                                                            |                  |                      |
| Juegos Paralímpicos      |                                                            |                  |                      |
| Año                      | Lugar                                                      | Medalla          | Prueba               |
| 1992                     | Barcelona (España)                                         | Medalla de oro   | Jabalina B2          |
| 1996                     | Atlanta (Estados Unidos)                                   | Medalla de plata | Jabalina F11         |
| 2000                     | Sídney (Australia)                                         | Medalla de oro   | Jabalina F11         |
| 2004                     | Atenas (Grecia)                                            | Medalla de plata | Jabalina F11         |